# Kommandeur der Flieger
Kommandeur der Flieger war eine Dienststellung auf der Ebene der Armee innerhalb der Fliegertruppe des Deutschen Heeres während des Ersten Weltkriegs.

## Stabsoffizier der Flieger
Mit der nach dem Ausbruch des Krieges schnell wachsenden Bedeutung der Fliegertruppe, zunächst vor allem zur Aufklärung und Artilleriefeuerleitung, wurde eine effektive Leitung und Koordinierung der fliegenden Einheiten in den einzelnen Frontabschnitten notwendig. Ab Oktober 1914 wurden daher, zunächst noch uneinheitlich und provisorisch, bei den Armeeoberkommandos (AOK) sogenannte „Stabsoffiziere der Flieger (Stofl)“, meist im Range eines Hauptmanns oder Majors, zur Beratung der Armeebefehlshaber eingesetzt, um die Zusammenarbeit zwischen Bodentruppen, Kommandostellen und Fliegern zu gewährleisten. Nachdem im März 1915 durch allerhöchste Kabinettsorder schließlich ein „Chef des Feldflugwesens“ zur Führung der Feldluftschiffer und Feldflieger ernannt worden war, der dem Generalquartiermeister direkt berichtete und die Organisation und Ausbildung der Flieger vereinheitlichen und verbessern sollte, wurden die bislang provisorisch tätigen „Stofl“ bestätigt und systematisch bei allen AOK eingesetzt. Sie erhielten auch die Befehlsgewalt über die nunmehr aus der Etappen-Organisation herausgelösten und stattdessen den AOK unterstellten Armeeflugparks und damit die Befugnis und Möglichkeit, die Fliegerabteilungen in ihrem Verantwortungsbereich logistisch zu steuern.

## Kommandeur der Flieger
Im Verlauf der ersten Kriegsjahre wurde deutlich, dass die rapide an Bedeutung gewinnende Fliegertruppe eine bessere Organisations- und Befehlsstruktur erforderte. Im Oktober 1916 erging auf Veranlassung der neuen Obersten Heeresleitung (OHL) unter Hindenburg und Ludendorff eine kaiserliche Kabinettsorder, mit der ein dem Chef des Generalstabes unmittelbar unterstellter „Kommandierender General der Luftstreitkräfte“ („Kogenluft“) geschaffen wurde; Kogenluft wurde Generalleutnant Ernst von Hoeppner. Oberstleutnant i. G. Hermann von der Lieth-Thomsen, der bisherige Chef des Feldflugwesens, dessen Dienststelle im März 1915 geschaffen worden war, wurde Chef des Generalstabes des Kogenluft. Am 29. November 1916 wurden die bisherigen „Stofl“ bei den AOK zu „Kommandeuren der Flieger“ („Kofl“) ernannt und mit der Befehlsgewalt über alle Fliegerverbände der jeweiligen Armee ausgestattet.

### Kommandeur der Flieger bei den Hochseestreitkräften
Kurz vor Kriegsende wurde ein „Kommandeur der Flieger“ bei den Hochseestreitkräften (KdFlieg.F) eingerichtet, welcher neben zwei umgebauten Schiffen auch die Seeflugstation befehligte.
Neben dem Flugzeugkreuzer Stuttgart, ein ehemaliger Kleiner Kreuzer, welche im Frühjahr 1918 umgebaut worden war, war noch das Flugzeugmutterschiff Santa Elena der Dienststelle zugeteilt. Ebenso waren folgende Seeflugstationen dem Kommandeur der Flieger unterstellt:
- Norderney
- Helgoland
- List auf Sylt
- Borkum

Von der Aufstellung im August 1917 bis Kriegsende war der Fregattenkapitän Max Hagedorn Kommandeur der Flieger bei den Hochseestreitkräften. Mit der Aufstellung des Befehlshaber der Sicherung der Nordsee im August 1918 wechselte die Unterstellung unter diesen Befehlshaber.

### Kommandeur der Flieger der 2. Armee (Auswahl)
- Hauptmann/Major Wilhelm Haehnelt: von Januar 1918 bis Kriegsende

### Kommandeur der Flieger der 4. Armee (Auswahl)
- Hauptmann Helmuth Wilberg: von Juli 1917 bis Kriegsende

### Kommandeure der Flieger der 7. Armee (Auswahl)
- Walter Stahr: ab Ende Februar 1917
- Hauptmann Hugo Sperrle: von Januar 1918 bis Januar 1919

### Kommandeur der Flieger der 17. Armee (Auswahl)
- Walter Stahr: bis 8. Januar 1919

## Gruppenführer der Flieger
An Schwerpunkten der Front, wo den Generalkommandos der Armeekorps eine größere Zahl von Fliegerverbänden unterstand, wurden diese in Gruppen von 6 bis 8 Abteilungen zusammengefasst und einem neu geschaffenen „Gruppenführer der Flieger“ („Grufl“) als Waffenvorgesetzten unterstellt, dessen Aufgabe es war, Aufklärer, Jäger und Artillerieflieger einheitlich zu führen. Die „Gruppenführer der Flieger“ waren den jeweiligen „Kommandeuren der Flieger“ unterstellt.

## Anzahl
Im April gab es 17 Kommandeure der Flieger und 9 Gruppenführer der Flieger. Ende 1917 war ihre Zahl auf 20 „Kofl“ und 12 „Grufl“ gewachsen. Im März 1918, zu Beginn der letzten deutschen Großoffensive, waren es 20 „Kofl“ (durchnummeriert von I bis XX) und 16 „Grufl“ (nummeriert von 1 bis 16), und im August 1918 gab es 20 „Kofl“ und 20 „Grufl“.